# Hugh de Courtenay (Kousenbandridder)

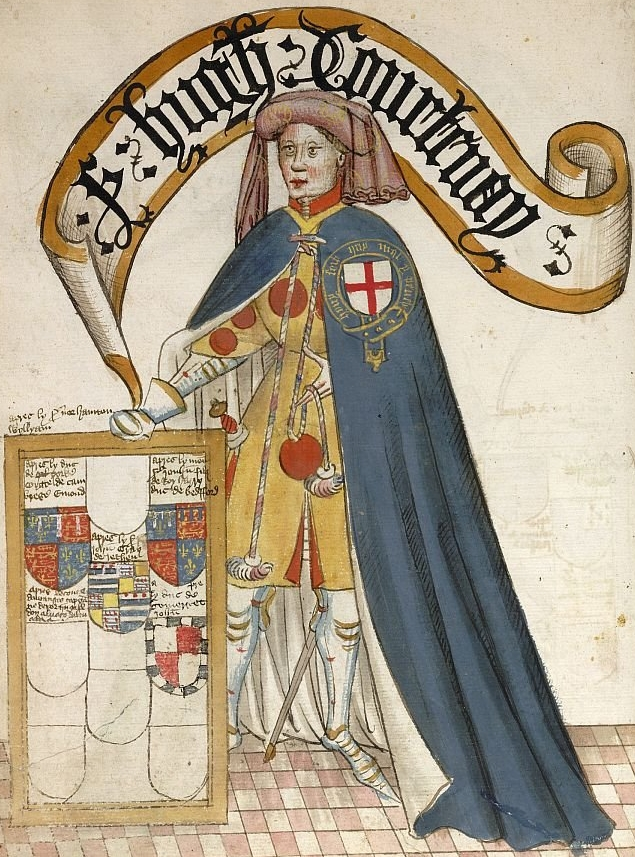
Hugh de Courtenay

Hugh de Courtenay (22 maart 1327 - na Pasen 1348) was de oudste zoon en erfgenaam van Hugh II van Devon, ook was hij een van de eerste leden van de Orde van de Kousenband.

## Biografie
Hugh de Courtenay werd geboren als oudste zoon van Hugh II van Devon en Margaretha de Bohun. Tijdens de eerste jaren van de Honderdjarige Oorlog deed hij dienst in het Engelse leger in Frankrijk en was hij aanwezig tijdens het Beleg van Calais. In 1348 behoorde hij tot een selecte groep ridders dat werd opgenomen in de nieuwgevormde Orde van de Kousenband. Een jaar later stierf hij kort na pasen op 21-jarige leeftijd en werd begraven in de Ford Abbey. In 1349 zou de Engelse koningin, Filippa van Henegouwen, tijdens een rondreis een bezoek brengen aan zijn graf.

## Huwelijk en kinderen
In 1341 trouwde Hugh de Courtenay met Elizabeth de Vere, samen kregen ze één zoon:
- Hugh